# Gebhard Hees
Gebhard Hees (* 8. April 1926 in Jungenthal; † 1. November 2009 in Berlin) war ein deutscher Bauingenieur und Professor für Baustatik.

## Leben
Gebhard Hees wurde 1965 von der Technischen Hochschule Stuttgart mit einer Dissertation über die Verallgemeinerung des Kraftgrößenverfahrens und Formänderungsgrößenverfahrens aufgrund einer mathematischen Analyse zum Dr.-Ing. promoviert. 1968 habilitierte sich Hees mit der Schrift Die Berechnung von Biegeträgern bei nichtlinearen Momenten-Krümmungs-Beziehungen. Sein wissenschaftlicher Lehrer war Friedrich Wilhelm Bornscheuer.
Im Jahr 1972 übernahm er den Lehrstuhl für Statik der Baukonstruktionen an der Technischen Universität Berlin, den er bis 1991 innehatte. An diesem Lehrstuhl erhielten beispielsweise Klaus Berner, Karl-Eugen Kurrer und Werner Lorenz ihre erste wissenschaftliche Prägung. Von 1987 bis 1988 war er Dekan der Fakultät für Bauingenieurwesen. 1985 übernahm Hees von Robert von Halász die Schriftleitung der Zeitschrift Bautechnik, eine Position, die er bis 1991 bekleidete.
Nach seiner Emeritierung wurde Gebhard Hees Ende 1991 zum Präsidenten der Baukammer Berlin gewählt, der er bis zum Jahresende 1997 vorstand. Anschließend engagierte er sich im Bildungsausschuss der Kammer. Zu seinen ehrenamtlichen Aufgaben zählte auch die Mitgliedschaft in der Jury für den Schinkelpreis, in der er sich für den Nachwuchs der Fachsparte Konstruktiver Ingenieurbau engagierte.

## Veröffentlichungen
- Einführung in die Fließgelenktheorie II. Ordnung, 3. Aufl., Düsseldorf 1999, ISBN 3-8041-2042-3
- Gründungsbauwerke aus wasserundurchlässigem Beton : Qualitätssicherung durch Konstruktion, Berechnung und Ausführung (Hrsg., mit Thomas Schrepfer), 2. Aufl., Berlin 1995, ISBN 3-7983-1635-X
- Heinrich Müller-Breslau (Biographie), in: Jahrbuch der VDI Gesellschaft Bautechnik,  Düsseldorf 1991
- Stützkräfte und Bemessungsmomente zwei- und dreireihig starr lochrandgestützter dünnwandiger Fassadenplatten unter besonderer Berücksichtigung des Randüberstandes (mit Rudolf Läer und Eberhard Latzke), Berlin 1983, ISBN 3-7983-0866-7
- Vorgehängte Aussenwandbekleidungen (Hrsg.), Berlin 1981, ISBN 3-7983-0753-9